# René van der Linden
Pierre René Hubert Marie (René) van der Linden (Eys, 14 december 1943) is een Nederlands voormalig politicus. Hij was van 1986 tot 1988 staatssecretaris van Buitenlandse Zaken en van 2009 tot 2011 voorzitter van de Eerste Kamer. Ook was hij tussen 1977 en 1998 lid van de Tweede Kamer en van 1999 tot 2015 van de Eerste Kamer. Van der Linden is verbonden aan het Christen-Democratisch Appèl (CDA).

## Loopbaan
Van der Linden studeerde tot 1970 economie aan de Katholieke Economische Hogeschool in Tilburg. Hij was lid van de Katholieke Volkspartij (KVP) en werd in 1977 lid van de Tweede Kamer namens het CDA. Hierna werd hij in 1986 staatssecretaris van Buitenlandse Zaken in het kabinet-Lubbers II, maar hij viel in september 1988 over de paspoortaffaire. Hij had op dat moment het paspoort in zijn portefeuille en kreeg het verwijt dat hij de Tweede Kamer onjuist had voorgelicht over het testen van het fraudebestendige paspoort. Na zijn staatssecretariaat werd hij wederom Tweede Kamerlid, ditmaal tot 1998. Vanaf 1999 was hij lid van de Eerste Kamer, waar hij, voor hij voorzitter werd, woordvoerder landbouw en voorzitter van de Kamercommissie voor Europese Samenwerkingsorganisaties.

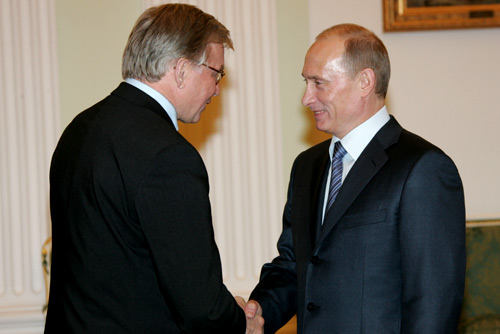
Van der Linden schudt de hand van Vladimir Poetin (2008)

Op 23 januari 2005 werd hij voorzitter van de Parlementaire Assemblee van de Raad van Europa. In die hoedanigheid leverde hij kritiek op de regeringen van Baltische landen, die Russische minderheden in hun land niet als volwaardige burgers behandelen. Er was kritiek op zijn standpunt tegen de verplaatsing uit het centrum van Tallinn van een monument ter ere van het Rode Leger.
Per 6 oktober 2009 volgde Van der Linden Yvonne Timmerman-Buck op als voorzitter van de Eerste Kamer; zij vertrok naar de Raad van State. Als Kamervoorzitter ontving hij met de voorzitter van de Tweede Kamer, Gerdi Verbeet, onder meer de voorzitter van de Europese Raad Herman Van Rompuy, de voorzitter van het Europees Parlement Jerzy Buzek en de voorzitter van de Parlementaire Assemblee van de Raad van Europa Mevlüt Çavuşoğlu. Hij bracht onder meer officiële bezoeken aan de Europese Unie en de Raad van Europa, Duitsland, België, Turkije, Azerbeidzjan, Albanië en Kroatië.
Na de verkiezingen voor de Eerste Kamer van 23 mei 2011 en de installatie van de nieuwe Kamer op 7 juni 2011 heeft hij zich niet opnieuw kandidaat gesteld als voorzitter van de Eerste Kamer. Op 28 juni 2011 heeft hij het voorzitterschap overdragen aan VVD'er Fred de Graaf. In 2015 nam hij afscheid van de Eerste Kamer.

## Banden met het Kremlin
In 2022 – het jaar van de grootschalige Russische invasie in Oekraïne – werd geschreven dat Van der Linden jarenlang gelieerd was aan de Russische regering. Op kosten van Rusland reisde Van der Linden door Europa en probeerde hij de EU-sancties tegen het land te beperken. Ook zou hij nauwe banden hebben gehad met de Russische agent Valeri Levitski, en in Wenen hebben afgesproken met de Russische extreemrechtse politicus Leonid Sloetski, die op dat moment ook op de EU-sanctielijst stond.

## Onderscheidingen
Nederlandse:
- Ridder in de Orde van de Nederlandse Leeuw (21 december 1988)
- Ridder in de Orde van Oranje-Nassau (18 mei 1998)
- Commandeur in de Orde van Oranje-Nassau (3 september 2007)
- Inhuldigingsmedaille 1980 (K.B. van 30 april 1980 no. 3)[3]

Buitenlandse:
- Grootkruis van de Orde van Verdienste van de Bondsrepubliek Duitsland (1986)
- Ridder in de orde van Sint Gregorius (20 oktober 2003, Vaticaanstad)
- Medaille van verdienste van het Filipijns Congres (2005)
- Commandeur in het Legioen van Eer (november 2007, Frankrijk)
- Ridder-Grootkruis in de Orde van San Marino (2006, van San Marino)
- Ereburger van Nafplion
- Ereburger van Luik
- Erevoorzitter van de Parlementaire Assemblee van de Raad van Europa
- Grootofficier in de Orde van Leopold II van België (januari 2011)
- Lid in de Orde van de Turkse Republiek (februari 2013)
- Commandeur in de Orde van de Eikenkroon van Luxemburg (juni 2008)

## Prijs
- Premio Mediterraneo Istituzioni (30 maart 2007)

- Gemeinsame Normdatei: 1260863832
- Parlement.com: vg09lli3tmzd
- Virtual International Authority File: 289231145